# Italia ai campionati del mondo di atletica leggera 1987
La squadra italiana ai campionati del mondo di atletica leggera 1987, disputati a Roma dal 28 agosto al 6 settembre, è stata composta da 56 atleti (35 uomini e 21 donne).

## Uomini
| Specialità             | Atleta                                                                         | Turno            | Risultato | Prestazione | Note                                     |
| ---------------------- | ------------------------------------------------------------------------------ | ---------------- | --------- | ----------- | ---------------------------------------- |
| 100 m                  | Pierfrancesco Pavoni                                                           | Batteria         | Q         | 10"24       |                                          |
| 100 m                  | Pierfrancesco Pavoni                                                           | Quarti di finale | Q         | 10"28       |                                          |
| 100 m                  | Pierfrancesco Pavoni                                                           | Semifinale       | Q         | 10"33       |                                          |
| 100 m                  | Pierfrancesco Pavoni                                                           | Finale           | 7º        | 16"23       |                                          |
| 200 m                  | Pierfrancesco Pavoni                                                           | Batteria         | Q         | 20"80       |                                          |
| 200 m                  | Pierfrancesco Pavoni                                                           | Quarti di finale | Q         | 20"65       |                                          |
| 200 m                  | Pierfrancesco Pavoni                                                           | Semifinale       | Q         | 20"78       |                                          |
| 200 m                  | Pierfrancesco Pavoni                                                           | Finale           | 7º        | 20"45       |                                          |
| 200 m                  | Stefano Tilli                                                                  | Batteria         | q         | 21"01       |                                          |
| 200 m                  | Stefano Tilli                                                                  | Quarti di finale | q         | 20"89       |                                          |
| 200 m                  | Stefano Tilli                                                                  | Semifinale       | Eliminato | 20"86       |                                          |
| 400 m                  | Roberto Ribaud                                                                 | Batteria         | Q         | 46"37       |                                          |
| 400 m                  | Roberto Ribaud                                                                 | Quarti di finale | Eliminato | 46"68       |                                          |
| 5 000 m                | Salvatore Antibo                                                               | Batteria         | dns       |             |                                          |
| 10 000 m               | Francesco Panetta                                                              | Finale           | Argento   | 27'48"98    |                                          |
| 10 000 m               | Salvatore Antibo                                                               | Finale           | 16º       | 28'33"77    |                                          |
| 110 m ostacoli         | Gianni Tozzi                                                                   | Batteria         | Eliminato | 13"87       |                                          |
| 110 m ostacoli         | Luigi Bertocchi                                                                | Batteria         | Eliminato | 14"02       |                                          |
| 400 m ostacoli         | Angelo Locci                                                                   | Batteria         | Eliminato | 51"15       |                                          |
| 3 000 m siepi          | Francesco Panetta                                                              | Batteria         | Q         | 8'16"08     |                                          |
| 3 000 m siepi          | Francesco Panetta                                                              | Finale           | Oro       | 8'08"57     | Record dei campionati · Record nazionale |
| 3 000 m siepi          | Alessandro Lambruschini                                                        | Batteria         | Q         | 8'21"21     |                                          |
| 3 000 m siepi          | Alessandro Lambruschini                                                        | Finale           | 9º        | 8'24"25     |                                          |
| 3 000 m siepi          | Franco Boffi                                                                   | Batteria         | q         | 8'21"69     |                                          |
| 3 000 m siepi          | Franco Boffi                                                                   | Finale           | 13º       | 8'43"60     |                                          |
| Maratona               | Gelindo Bordin                                                                 | Finale           | Bronzo    | 2h12'40"    |                                          |
| Maratona               | Orlando Pizzolato                                                              | Finale           | 7º        | 2h14'03"    |                                          |
| Maratona               | Salvatore Bettiol                                                              | Finale           | 13º       | 2h17'45"    |                                          |
| Marcia 20 km           | Maurizio Damilano                                                              | Finale           | Oro       | 1h20'45"    | Record dei campionati                    |
| Marcia 20 km           | Carlo Mattioli                                                                 | Finale           | 5º        | 1h22'53"    |                                          |
| Marcia 20 km           | Walter Arena                                                                   | Finale           | dq        |             |                                          |
| Marcia 50 km           | Raffaello Ducceschi                                                            | Finale           | 4º        | 3h47'49"    |                                          |
| Marcia 50 km           | Sandro Bellucci                                                                | Finale           | 6º        | 3h48'52"    |                                          |
| Marcia 50 km           | Giacomo Poggi                                                                  | Finale           | dq        |             |                                          |
| Salto in alto          | Luca Toso                                                                      | Qualifica        | Eliminato | 2,24 m      |                                          |
| Salto con l'asta       | Gianni Stecchi                                                                 | Qualifica        | q         | 5,40 m      |                                          |
| Salto con l'asta       | Gianni Stecchi                                                                 | Finale           | 11º       | 5,40 m      |                                          |
| Salto in lungo         | Giovanni Evangelisti                                                           | Qualifica        | Q         | 7,97 m      |                                          |
| Salto in lungo         | Giovanni Evangelisti                                                           | Finale           | 4º        | 8,19 m      |                                          |
| Salto triplo           | Dario Badinelli                                                                | Qualifica        | q         | 16,64 m     |                                          |
| Salto triplo           | Dario Badinelli                                                                | Finale           | 11º       | 16,63 m     |                                          |
| Getto del peso         | Alessandro Andrei                                                              | Qualifica        | Q         | 21,57 m     | Record dei campionati                    |
| Getto del peso         | Alessandro Andrei                                                              | Finale           | Argento   | 21,88 m     |                                          |
| Lancio del disco       | Marco Martino                                                                  | Qualifica        | q         | 62,26 m     |                                          |
| Lancio del disco       | Marco Martino                                                                  | Finale           | 12º       | 60,60 m     |                                          |
| Lancio del martello    | Lucio Serrani                                                                  | Qualifica        | Eliminato | 74,00 m     |                                          |
| Lancio del giavellotto | Fabio De Gaspari                                                               | Qualifica        | Eliminato | 70,76 m     |                                          |
| Decathlon              | Marco Rossi                                                                    |                  | dnf       |             |                                          |
| Staffetta 4×100 m      | Ezio Madonia Stefano Tilli/Domenico Gorla Paolo Catalano Pierfrancesco Pavoni  | Batteria         | Q         | 39"58       |                                          |
| Staffetta 4×100 m      | Ezio Madonia Stefano Tilli/Domenico Gorla Paolo Catalano Pierfrancesco Pavoni  | Semifinale       | Q         | 39"52       |                                          |
| Staffetta 4×100 m      | Ezio Madonia Stefano Tilli/Domenico Gorla Paolo Catalano Pierfrancesco Pavoni  | Finale           | 6ª        | 39"62       |                                          |
| Staffetta 4×400 m      | Marcello Pantone Vito Petrella Andrea Montanari/Tiziano Gemelli Roberto Ribaud | Batteria         | q         | 3'04"64     |                                          |
| Staffetta 4×400 m      | Marcello Pantone Vito Petrella Andrea Montanari/Tiziano Gemelli Roberto Ribaud | Semifinale       | Eliminata | 3'03"91     |                                          |

## Donne
| Specialità        | Atleta                                                         | Turno            | Risultato | Prestazione | Note |
| ----------------- | -------------------------------------------------------------- | ---------------- | --------- | ----------- | ---- |
| 100 m             | Marisa Masullo                                                 | Batteria         | Q         | 11"71       |      |
| 100 m             | Marisa Masullo                                                 | Quarti di finale | Eliminata | 11"62       |      |
| 400 m             | Cosetta Campana                                                | Batteria         | dns       |             |      |
| 1 500 m           | Agnese Possamai                                                | Batteria         | Eliminata | 4'08"84     |      |
| 3 000 m           | Agnese Possamai                                                | Batteria         | Eliminata | 8'57"85     |      |
| 10 000 m          | Maria Curatolo                                                 | Batteria         | dnf       |             |      |
| 10 000 m          | Cristina Tomasini                                              | Batteria         | dnf       |             |      |
| 100 m ostacoli    | Patrizia Lombardo                                              | Batteria         | q         | 13"25       |      |
| 100 m ostacoli    | Patrizia Lombardo                                              | Semifinale       | Eliminata | 13"38       |      |
| 400 m ostacoli    | Irmgard Trojer                                                 | Batteria         | q         | 57"09       |      |
| 400 m ostacoli    | Irmgard Trojer                                                 | Semifinale       | Eliminata | 57"86       |      |
| Maratona          | Antonella Bizioli                                              | Finale           | 12ª       | 2h38'52"    |      |
| Maratona          | Emma Scaunich                                                  | Finale           | 20ª       | 2h44'32"    |      |
| Maratona          | Rita Marchisio                                                 | Finale           | dnf       |             |      |
| Marcia 10 km      | Giuliana Salce                                                 | Finale           | 18ª       | 47'28"      |      |
| Marcia 10 km      | Maria Grazia Orsani                                            | Finale           | dnf       |             |      |
| Salto in alto     | Alessandra Bonfiglioli                                         | Qualifica        | Eliminata | 1,85 m      |      |
| Salto in lungo    | Antonella Capriotti                                            | Qualifica        | Eliminata | 6,31 m      |      |
| Lancio del disco  | Maria Marello                                                  | Qualifica        | Eliminata | 52,74 m     |      |
| Eptathlon         | Alessandra Becatti                                             |                  | dnf       |             |      |
| Staffetta 4×100 m | Rita Angotzi Patrizia Lombardo Annarita Balzani Marisa Masullo | Batteria         | Eliminata | 44"49       |      |
| Staffetta 4×400 m | Rosanna Morabito Cosetta Campana Nevia Pistrino Erica Rossi    | Batteria         | Eliminata | 3'31"72     |      |